# Villaverde de Montejo
Villaverde de Montejo er en by og kommune i det centrale Spanien i provinsen Segovia. Den har et indbyggertal på 21 (2024) indbyggere.